# عبدالکریم کروم
عبدالکریم کروم (۲۵ مارس ۱۹۳۶ – ۹ ژانویهٔ ۲۰۲۲) بازیکن فوتبال اهل الجزایر بود.

## باشگاهی
از باشگاه‌هایی که در آن بازی کرده‌است می‌توان به باشگاه فوتبال تروا اشاره کرد.

## تیم ملی
وی همچنین در تیم ملی فوتبال الجزایر بازی کرده‌است.